# الأمل الرياضي بجربة
الأمل الرياضي بجربة ميدون هو فريق كرة قدم تونسي تأسس عام 1974 في مدينة ميدون، بجزيرة جربة يلعب هذا الفريق في الرابطة التونسية المحترفة الثانية لكرة القدم في موسم 2020 - 2021.

## وصلات خارجية
- صفحة الأمل الرياضي بجربة على موقع كوووة.
- الموقع الرسمي للجامعة التونسية لكرة القدم.